# Guzmán Pereira
Ricardo Guzmán Pereira Méndez (Montevideo, 16 maggio 1991) è un calciatore uruguaiano, centrocampista del Miramar Misiones.

## Caratteristiche tecniche
È un mediano.

## Carriera
Ha giocato nella prima divisione uruguaiana ed in quella cilena.

## Palmarès

### Club

#### Competizioni nazionali
- Supercopa Uruguaya: 1

Peñarol: 2018